# Karolína Koubová
Karolína Koubová (rozená Zmeková, * 10. února 1985 Jihlava) je česká politička a kulturní manažerka, v letech 2020 až 2021 zastupitelka Kraje Vysočina, v letech 2018 až 2022 primátorka města Jihlavy (předtím v letech 2014 až 2016 radní města), dříve nestraník za hnutí STAN.

## Život
V letech 2000 až 2004 vystudovala Obchodní akademii Jihlava a následně v letech 2005 až 2010 divadelní manažerství na Divadelní fakultě Janáčkovy akademie múzických umění v Brně (v roce 2008 získala titul BcA., v roce 2010 titul MgA.). Během studií absolvovala v roce 2008 zahraniční studijní pobyt Erasmus ve finském Mikkeli.
V letech 2006 až 2010 pracovala jako produkční v brněnském divadle Buranteatr. Následně v roce 2011 stála u zrodu jihlavského divadla DIOD (divadlo otevřených dveří) a do nástupu na mateřskou dovolenou v roce 2015 v něm také působila jako produkční.
Karolína Koubová žije ve městě Jihlava. S bývalým manželem mají dvě děti, je členkou nezávislého divadelního souboru De Facto Mimo, věnuje se akrobacii na šálách a józe.

## Politická kariéra
V komunálních volbách v roce 2014 byla zvolena jako nezávislá zastupitelkou města Jihlavy, když vedla uskupení "Forum Jihlava" (tj. nezávislí kandidáti a SNK ED). V listopadu 2014 se navíc stala radní města. V říjnu 2016 však na funkci radní kvůli koaličním neshodám rezignovala.
V komunálních volbách v roce 2018 byla z pozice nestraníka za hnutí STAN opět lídryní kandidátky uskupení "FÓRUM JIHLAVA" (tj. hnutí STAN a nezávislí kandidáti), mandát zastupitelky obhájila. Uskupení "FÓRUM JIHLAVA" skončilo druhé a uzavřelo koalici se třetí ODS, čtvrtým uskupením "ŽIJEME JIHLAVOU!" (tj. TOP 09, Zelení a Piráti) a šestou KDU-ČSL. Koubová byla dne 2. listopadu 2018 zvolena novou primátorkou města Jihlavy a vystřídala tak ve funkci Rudolfa Chloupka.
V krajských volbách v roce 2016 kandidovala jako nestraník za SZ na kandidátce subjektu "Žijeme Vysočinou - TOP 09 a Zelení" do Zastupitelstva Kraje Vysočina, ale neuspěla. Ve volbách v roce 2020 byla z pozice nestraníka za hnutí STAN zvolena zastupitelkou Kraje Vysočina, a to na kandidátce „Starostové pro Vysočinu“ (tj. hnutí STAN a SNK ED).
Na konci roku 2021 se mandátu zastupitele kraje vzdala a oznámila, že nebude v kandidátce hnutí STAN obhajovat pozici primátorky města. Na pozici krajského zastupitele jí nahradil Jan Burda. V komunálních volbách v roce 2022 tak kandidovala do Zastupitelstva města Jihlavy jako nezávislá a zároveň lídryně kandidátky subjektu „Piráti a Fórum Jihlava“. Mandát zastupitelky města obhájila, ale v křesle primátora ji na konci října 2022 vystřídal Petr Ryška z ODS.